# Обвалення віадука в Генуї
Обвалення віадука в Генуї — техногенна катастрофа в Італії на розташованому в межах Генуї шляхопроводі «Міст Моранді» (він же міст Польчевера) швидкісної траси A10 Генуя—Савона (європейський маршрут E80). Вранці 14 серпня 2018 року впала одна з двох центральних опор віадука, а разом з нею 200-метровий проліт, на якому в цей момент знаходилося більш ніж 30 легкових автомобілів і 3 вантажівки. За попередніми даними загинуло 43 людини, 4 з них діти. Двоє українців постраждали внаслідок обвалення мосту, і були доправлені до лікарні «Сан Мартін».

## Обставини
Причина катастрофи поки невідома, проте наголошується, що обваленню мосту могла посприяти буря, що спалахнула вранці в день катастрофи.
14 серпня, близько 11:30 в італійському місті Генуя обвалилася частина автомобільного мосту. Міст побудували в 1960-х роках. Реконструкцію здійснили в 2016 році. Він проходить над будівлями та залізничними шляхами.

## Причини і розслідування
Розпочато розслідування за фактом обвалення мосту, загибелі людей. Компанія, що займається обслуговуванням споруди, повідомила, що міст був в порядку.
Серед причин — недостатній догляд за мостом, за словами міністра транспорту та інфраструктури. 16 серпня прокурор Генуї Франческо Коцці заявив, що причиною обвалу мосту Моранді була людська помилка.
У Лігурії введений режим НС терміном на 12 місяців.

## Пам'ять, траур
Траур оголошено в Генуї — два дні 15 та 16 серпня. 18-19 серпня оголошений загальнонаціональний траур.
18 серпня в Генуї на території виставкового комплексу пройшло прощання з 18 загиблими і перші похорони, церемонію провів архієпископ Генуї кардинал Анджело Баньяско.